# Jean Leunis
Jean Leunis (Liegi, 1532 – Torino, 19 novembre 1584) è stato un gesuita fiammingo, fondatore della congregazione mariana presso il Collegio Romano.

## Biografia
Nato a Liegi nel 1532, entrò nel noviziato della Compagnia di Gesù a Roma il 18 giugno 1556.
Soggiornò prima a Montepulciano (1558) e poi a Parigi (1559). Nel 1560 gli fu affidato l'insegnamento della grammatica nel Collegio Romano e svolse l'incarico fino al 1564; intanto, nel 1562, era stato ordinato prete.
Riunì un gruppo di suoi studenti in un sodalizio dedito all'esercizio delle pratiche di devozione e alle opere di carità dando inizio, nel 1563, a una congregazione mariana.
Nel 1584 papa Gregorio XIII approvò la congregazione e le diede il titolo di prima primaria, concedendo ai gesuiti la facoltà di aggregarvi congregazioni analoghe erette nei numerosi collegi dell'ordine.
Professò gli ultimi voti a Torino il 21 maggio 1584; morì il 19 novembre successivo.